# ویلاویکیوسا دی اودون
ویلاویکیوسا دی اودون (به اسپانیایی: Villaviciosa de Odón) یکی از دهستان‌های اسپانیا است که در مادرید (بخش خودمختار) واقع شده‌است.

## خصوصیات
ویلاویکیوسا دی اودون ۶۸٫۱۷ کیلومترمربع مساحت و ۲۶٬۴۷۵ نفر جمعیت دارد و ۶۵۰ متر بالاتر از سطح دریا واقع شده‌است.